# 언리얼 에디터
《언리얼 에디터》(영어: UnrealEd)는 언리얼 엔진(Unreal Engine)에 통합되어 있는 통합 개발 도구 모음이며, 언리얼 엔진에서 제공하는 모든 기능들을 UnrealEd를 실행시켜서 에디터 내부에서 작업을 할 수 있으며 UnrealEd에는 애니메이션 도구, 캐릭터 도구, 맵 도구, 텍스처 도구, 스크립트 도구 등의 모든 도구가 통합되어서 서로 연동되며 작동한다.
언리얼 엔진의 모든 기능들과 완벽히 매칭이 되어 있으며 언리얼 엔진의 코어에 기반하여 언리얼 스크립트(UnrealScript)와 함께 작성되었기 때문에 엔진에 특정한 새로운 기능을 추가하거나 수정할 때에 에디터의 기능도 쉽게 변경 사항에 맞춰 확장과 수정이 가능하다.
언리얼 엔진 3에서 제공되는 최신버전의 UnrealEd에서는 비주얼 스크립트 툴, 강력한 컷신 제작 툴, 비주얼 머테리얼 셰이더 에디터, 강력한 파티클 에디터, 비주얼 사운드 에디터 등이 추가되었으며 버전이 올라가면서 기존의 기능 개선 및 향상과 새로운 도구들이 계속 추가할 예정이다.

## 같이 보기
- 언리얼 엔진
- 언리얼 스크립트